# Kanton Guiscard
Guiscard is een voormalig kanton van het Franse departement Oise. Het kanton maakte deel uit van het arrondissement Compiègne. Ingevolge het decreet van 24 februari 2014 werd het kanton opgeheven met uitwerking vanaf maart 2015.

## Gemeenten
Het kanton Guiscard omvatte de volgende gemeenten:
- Beaugies-sous-Bois
- Berlancourt
- Bussy
- Campagne
- Catigny
- Crisolles
- Flavy-le-Meldeux
- Fréniches
- Frétoy-le-Château
- Golancourt
- Guiscard (hoofdplaats)
- Libermont
- Maucourt
- Muirancourt
- Ognolles
- Le Plessis-Patte-d'Oie
- Quesmy
- Sermaize
- Solente
- Villeselve